# Гюльмамедов Дашгин
Гюльмамедов Дашгин Гюльмамед-огли (тур. Gülmemmedov Taşkın Gülmemmed-oğlu
داشقین گول‌محمداوف, груз. დაშგინ გიულმამედ–ოკლი გიულმამედოვი 12 вересня 1977, Качагані, Марнеулі, Грузинська РСР) — Шат (Принц крові) Ашину тюрк-карапапакський Один з Всесвітніх лідерів тюрків-карапапаків. Громадсько-політичний діяч Грузії, Азербайджану та України.
Президент Конфедерації тюрків Грузії (КТГ) і Голова Національної Ради тюрків-карапапаків України Майстер спорту Грузії з боротьби без правил (WFMC) з 2011. Майстер спорту міжнародного класу з кікбоксингу (WFMC) з 2012.
- У 2008–2009 роках Виконавчий директор Транснаціонального Агентства Інформаційної Безпеки (ТАІБ)[8]
- У 2002–2011 роках Президент Національної асамблеї азербайджанців Грузії[9] (НААГ)[10],
- У 2007–2008 роках уповноважений представник в Україні Демократичного конгресу азербайджанців світу.[11]
- З 2006 року Голова Президії Міжнародної Ради Азербайджанців Грузії[12]

## Біографія

### Походження
Дашгин Гюльмамед-огли Гюльмамедов народився в родині інтелігента 12 вересня 1977 в селі Качагані Марнеульського району Грузинської РСР. За національністю тюрк-карапапак. Дитинство пройшло в Грузії в селі Качагані.
Батько, Гюльмамедов Гюльмамед (1923-2007), був ветераном Великої Вітчизняної війни та громадсько-політичним діячем тюрків-карапапаків Грузії, членом Верховного Меджлісу Національної Асамблеї Азербайджанців Грузії (НААГ).
Прадід, Гюльмамедлі Хамід (1875-1975), в Першій світовій війні був кавалерістом Дикої Дивізії. Д. Гюльмамедов із стародавнього карапапакського роду Гюль, кипчакського походження. Його предки, в 1118 році у складі армії Кипчакського хана Атрака, переселилися з території сучасної Житомирської області України, в східний тюрконаселенний регіон Грузії — тюркоба, при правлінні царя Давида IV Будівельника. Род Гюль до 1560 року був тенгріанінами. Після приєднання Борчали до Сефевідськой імперії Шахиншахом Тахмаспом I всі представники роду Гюль прийняли іслам.

### Освіта
- З 1983 по 1994 рік навчався у Качаганській середній школі № 1 імені М. Г. Моллаєва.
- У 1994–1996 роках — проходив курс «Політичного радника в армійських частинах» на Військовій кафедрі Бакинського Інституту політології та соціального управління (БІСУП)
- 1998 року закінчив факультет Соціального управління і соціології Академії Державного Управління при Президентові Азербайджанської Республіки.
- 2006 року закінчив Вищу політичну школу імені А. Топчубашева за фахом «Управління інформацією».
- 2012 року закінчив курс «Конфліктології» Кавказького Інституту Політичних Технологій (КІПТ).

Вільно володіє тюрко-карапапакською, грузинською, англійською, російською, українською, білоруською, турецькою, узбецькою, сербською, польською і туркменською мовами

### Громадсько-політична діяльність
З 1992 по 1994 рік був активістом Народно-демократичного руху азербайджанців Грузії «Гєйрат».
З 1994 року брав участь у молодіжному русі Азербайджану. У вересні в Баку разом з Р.Гонаговим і А.Асретом створив Організацію демократичних студентів і молоді Азербайджану (ОДСМА), в якій з 16 листопада 1994 по 5 січня 1995 року займав посаду виконавчого секретаря Організаційного комітету, а з 5 січня 1995 по 20 квітня 1996 року був заступником голови по ідеологічним питанням. 20 квітня 1996 року Дашгин Гюльмамедов створив Лігу миру молоді Азербайджану (ЛММА), президентом якої був з 26 квітня 1996 по 2 травня 1998 року.
З 2 травня 1998 по 20 листопада 2000 року був Головою Ліги демократії і свободи молоді Азербайджану (ЛДСМА).
У 1999 році Дашгин Гюльмамедов активізував свою громадсько-політичну діяльність у Грузії, став членом Союзу громадян Грузії, який тоді очолював Едуард Шеварднадзе. Метою Гюльмамедова була спроба об'єднати представників азербайджанського народу Грузії у єдиний політичний блок і шляхом виборів прийти до влади у регіоні Борчали (Квемо-Картлі).
У 2001 році через конфлікт з владою Гюльмамедов вийшов зі складу Союзу громадян Грузії, після чого спрямував свою діяльність на створення громадсько-політичної організації азербайджанців Грузії.
9 грудня 2001 року за його ініціативою було підписано Національну хартію азербайджанців (тюрків) Грузії.
10 грудня 2001 року створено Установчу раду Національної асамблеї азербайджанців Грузії (НААГ). 29 травня 2002 року Гюльмамедова обрали Головою Тимчасового вищого комітету НААГ, а 24 листопада 2002 року на першому (Установчому) З'їзді НААГ в Тбілісі обрали Першим президентом НААГ. У 2003 році Гюльмамедов активно включається в діяльність по захисту прав та інтеграції в громадсько-політичне життя азербайджанців, які мешкають у Грузії.
8 березня 2003 року Гюльмамедов домігся того, що Конгрес азербайджанців світу визнав НААГ єдиним представником азербайджанців у Грузії. В листопаді 2003 року Гюльмамедов як голова НААГ не підтримав «Революцію троянд» Михайла Саакашвілі, що у 2004 році стало підставою для переслідування Гюльмамедова і керівництва НААГ новою владою Грузії. З лютого 2005 року Гюльмамедов починає жорстко критикувати президента Грузії Михайла Саакашвілі і владу Грузії, висуваючи їм звинувачення у шовінізмі і авторитаризмі. 21 серпня 2005 року співробітники Міністерства державної безпеки і генеральної прокуратури Грузії організували збройний напад на будинок Гюльмамедова в селі Качагані з метою заарештувати його.
22 серпня Гюльмамедов залишає Грузію та організовує в Баку, Трабзоні і Києві тимчасові офіси НААГ в еміграції.
26 березня 2006 року Гюльмамедов починає видавати газету «Hümmət» («Гуммет»), в якій жорстко критикується діяльність Саакашвілі. Цю газету таємно вивозили в Грузію та поширювали в регіонах, населених азербайджанцями. З 28 вересня 2006 року починає видавати газети «Azərbaycan Yolu» («Шлях Азербайджану») і «Yeni Düşüncə — Azərbaycan» («Нова Думка — Азербайджан»). Головним редактором газети «Azərbaycan Yolu» стає сам Гюльмамедов.
20 червня 2007 року з ініціативи Гюльмамедова в турецькому місті Ерзурум був скликаний Форум представників мусульман Грузії, на якому було вирішено створити Мусульманську демократичну партію Грузії (МДПГ)
У вересні 2007 року Дашгин Гюльмамедов разом з Фазілем Алієвим і Хагані Еміном створив конфедеративну організацію Міжнародна рада азербайджанців Грузії (МРАГ), в якій був обраний головою президії.
Як голова НААГ, Гюльмамедов неодноразово звинувачував в шовінізмі президента Грузії Саакашвілі, а також жорстко критикував департамент контррозвідки МВС Грузії.
16 березня 2007 року в місті Трабзон (Туреччина) на VI З'їзді НААГ Гюльмамедова обрали президентом НААГ на четвертий термін.
18 вересня 2007 року за ініціативою Гюльмамедова Верховний Меджеліс НААГ на своєму розширеному засіданні в місті Гянджа (Азербайджан) ухвалив спеціальну резолюцію з вимогою надати державний статус азербайджанській мові та оголосити її однією з офіційних мов Грузії.
16 листопада 2007 року Гюльмамедов підтримав на виборах президента Грузії кандидатуру Фазіля Алієва. 26 листопада 2007 року разом з ним повернувся в Грузію після дворічної політичної еміграції і в той же день був обраний спікером його центрального виборчого штабу. Вперше в історії Грузії на пост президента країни балотувався етнічний азербайджанець, кандидатуру якого висунули НААГ і МРАГ.
27 листопада 2007 року при переході грузино-азербайджанського кордону на митному посту «Червоний Міст» Гюльмамедов був заарештований
 Департаментом контррозвідки МВС Грузії за звинуваченням у підготовці державного перевороту.
30 листопада Тбіліський міський суд присудив Гюльмамедова до ув'язнення терміном на 2 місяці за статтею 142-1 (расова дискримінація) КК Грузії, проте вже 4 грудня Гюльмамедов був достроково звільнений прямо в залі суду.
У січні 2008 року Гюльмамедов разом з Фазілем Алієвим створив опозиційну політичну партію азербайджанців Грузії «Партія за Грузію», однак у березні 2008 року вийшов зі складу партії разом зі своїми прихильниками через конфлікт з Алієвим.
У 2008 році Гюльмамедов висунув ідею створення конфедеративної держави Грузинської Конфедерації з Абхазької, Осетинської, Аджарської і Грузинських суб'єктів. При цьому запропонував надати Азербайджанській (тюркській) мові статус державної разом з грузинською і абхазькою мовами.
6 серпня 2008-го року Генеральна Колегія Транснаціонального Агентства Інформаційної Безпеки (у грудні 2008-го року Транснаціональний Інститут Інформаційної Безпеки був перейменований на Транснаціональне Агентство Інформаційної Безпеки) призначив Д.Гюльмамедова Виконавчим директором Транснаціонального Агентства Інформаційної Безпеки.
Він займав цю посаду до 10 серпня 2009 року. Попри арешт Д. Гюльмамедова Генеральна Колегія ТАІБ не зняла з нього повноважень виконавчого директора ТАІБ.
19 січня 2009 року на Міжнародному Форумі Національної Асамблеї Азербайджанців Грузії (НААГ), що проводився в Анкарі (Туреччина), Гюльмамедов знову різко розкритикував владу Грузії і роботу президента М.Саакашвілі. Він відкрито заявив, що Парламент Грузії повинен надати азербайджанській (тюркській) мові статус державної на рівні з грузинською і абхазькою мовами, змінивши 8-у статтю Конституції Грузії.
Починаючи з лютого 2009-го року, після різкої критики М.Саакашвілі і вимоги надати азербайджанській мові статус державної, в Грузії і в Азербайджані проти Гюльмамедова розпочались провокації. Неодноразово його звинувачували у підготовці державного перевороту. 15 січня 2009-го року Д.Гюльмамедов був викликаний в Баку в МВС Азербайджану, де йому було висунуто необґрунтоване обвинувачення у підготовці державного перевороту в Азербайджані. У лютому 2009 року у своїй заяві Гюльмамедов відкрито сказав, що в Азербайджані готується його арешт, і за цим стоять високопоставлені чиновники МВС Азербайджану, які тісно співпрацюють з терористичною організацією ПКК (Курдська Робоча Партія). Він пояснив це тим, що в січні 2008-го року, будучи президентом Національної Асамблеї Азербайджанців Грузії(НААГ), він офіційно звернувся до Начальника Генерального Штабу Збройних Сил Туреччини генерала армії Яшара Бюканита з інформацією про те, що більше тисячі тюрків-карапапаків з Борчали (Грузія) готові брати участь в антитерористичних операціях на Сході Туреччини і в Північному Іраці проти курдських терористів.
3 березня 2009-го року на прес-конференції в Бакинському офісі Інформаційного Агентства Інтерфакс Гюльмамедов черговий раз вимагав від Парламенту Грузії оголосити третьою державною мовою азербайджанську.
10 березня 2009-го року в будівлі Міністерства Закордонних Справ Азербайджану Д.Гюльмамедов був заарештований співробітниками МВС. Проти нього в МВС і Генеральній Прокуратурі Азербайджану було сфабриковано звинувачення в поширюванні державної таємниці, плануванні державного перевороту і зловживанні посадовими повноваженнями. Арешт лідера тюрків Грузії викликав протести серед населення Борчали (Грузія) і Азербайджану. Комітет з Захисту Прав Борчалинських тюрків зажадав від влади Азербайджану негайно звільнити Гюльмамедова з-під арешту. Проте, незважаючи на протести, влада Азербайджану утримувала Д. Гюльмамедова до 2011 року під арештом.
4 липня 2011-го року Д. Гюльмамедов був звільнений, але Сурахиниський районний суд міста Баку ухвалив рішення щодо домашнього арешту Гюльмамедова в цілях обмеження його суспільно-політичної діяльності.
20 вересня 2011-го року з ініціативи Гюльмамедова в місті Казах (Азербайджан) представники Національної Асамблеї Азербайджанців Грузії (НААГ), Організації Великої Єдності (ОВЄ), Федерації Азербайджанських Журналістів Грузії (ФАЖГ) і Союзу молодих турків Борчали (СМТБ) підписали Протокол Наміру про створення Конфедерації тюрків Грузії.
28 жовтня 2011-го року в Баку був підписаний представниками 7-и організацій тюрків Грузії Засновницький Акт Конфедерації тюрків Грузії.
2 листопада 2011-го року в місті Гянджа був скликаний Засновницький З'їзд Конфедерації тюрків Грузії. З причини домашнього арешту ініціатор і ідеолог створення конфедерації тюрків Грузії Дашгин Гюльмамедов не зміг брати в ньому участь. Проте це не стало на заваді З'їзду з 73 делегатів, які представляли тюрків-карапапаків, Турків-месхетинців і Азербайджанців Грузії, обрати Д. Гюльмамедова президентом Конфедерації тюрків Грузії.
Починаючи з 2 листопада 2011-го року активізувались всесвітні рухи тюрків-карапапаків. З ініціативи Дашгина Гюльмамедова і організаційної підтримки Конфедерації тюрків Грузії у багатьох країнах були скликані Меджліси (Збори) тюрків-карапапаків.
16 листопада 2011-го року був заснований Національний Фронт тюрків-карапапаків Ірану (НФТКІ), 22 листопада 2011-го року була створена на Меджлісі тюрків-карапапаків Росії Національна Рада тюрків-карапапаків.
8 грудня 2011-го року з ініціативи Гюльмамедова був скликаний Меджліс тюрків-карапапаків Сирії в місті Алеппо і заснований Національний Союз тюрків-карапапаків Сирії.
30 листопада 2011-го року Верховна Рада Конфедерації тюрків Грузії під головуванням Д. Гюльмамедова провела своє перше засідання. На засіданні «Зелено-червоний прапор з півмісяцем і п'ятикутною зіркою» був затверджений офіційним прапором Конфедерації тюрків Грузії.

Національний Прапор тюрків-карапапаків

А також Верховна Рада прийняла постанову про те, що «Зелено-червоний прапор з півмісяцем і п'ятикутною зіркою» є одночасно загальнонаціональним прапором тюрків-карапапаків.
17 липня 2012 року в Києві за ініціативи Д. Гюльмамедова та організаційної підтримки Конфедерації тюрків Грузії був скликаний Меджліс тюрків-карапапаків України. У Меджлісі було створено Національну Раду тюрків-карапапаків України. Дашгин Гюльмамедов був обраний головою Національної Ради тюрків-кКарапапаків України і членом Президії НРТКУ.
- 22 листопада 2011-го року Національна Рада тюрків-карапапаків Росії обрала Гюльмамедова своїм почесним членом.
- 14 грудня 2011-го року Д.Гюльмамедов подав у відставку з посту Президента Національної Асамблеї Азербайджанців Грузії, який він займав з 24 листопада 2002 року.
- З 10 грудня 2001 по 29 травня 2002 року був членом Організаційної Ради Національною Асамблеї Азербайджанців Грузії (НААГ).
- З 29 травня по 24 листопада 2002 року займав посаду Голови Вищого Тимчасового Комітету НААГ.
- З 16 серпня 2001 року до 2005 року був Головою Федерації Азербайджанських Журналістів Грузії.
- З 22 серпня — 5 жовтня 2006 року займав пост Голови Президії Міжнародної Ради Азербайджанців Грузії.
- У 2002 році і з 2004 по 2007 роки входив до складу Вищого Тимчасового Комітету НААГ.
- з 2006 року входив до складу Президії Міжнародної Ради Азербайджанців Грузії.
- З 16 серпня 2001 року є членом Правління Федерації Азербайджанських Журналістів Грузії.
- З 6 серпня 2008 по 10 серпня 2009 року займав посаду Виконавчого Директора Транснаціонального Агентства Інформаційної Безпеки.
- З 1999 року член Спілки Журналістів Азербайджану.
- З 2002 року член Асоціації Вільних Журналістів Грузії, з 2001 року член Об'єднання Журналістів Азербайджану «Йені Несіл»
- З 24 листопада 2002 року член Верховного Меджлісу Національної Асамблеї Азербайджанців Грузії.
- З 2 листопада 2011 року є президентом Конфедерації тюрків Грузії і членом Верховної Ради Конфедерації тюрків Грузії.

## Нагороди
- Орден "Азербайджанська Демократична Республіка - 100-років" (Україна) - 12.05.2018